# Johannes Saxonius
Johannes Saxonius, aussi connu sous le nom der Johann Sachse, Holstenius (né vers 1507 à Hattstedt, mort le 10 mars 1561 à Hambourg) est un humaniste allemand.

## Biographie
Saxonius vient d'une famille paysanne. Il fréquente la Husumer Gelehrtenschule et étudie le droit, la philosophie et l'histoire à l'université de Wittenberg à partir du semestre d'hiver 1525. Après avoir obtenu le titre académique de maîtrise le 31 janvier 1531, il est admis au Sénat de la faculté de philosophie le 6 avril 1530 et obtient son doctorat en droit.
Après avoir été pendant plusieurs années le colocataire de Martin Luther, il devient professeur de rhétorique à Wittenberg et en 1535 et 1539, il est doyen de la faculté de philosophie. À Wittenberg, il est le précepteur de Heinrich Rantzau, qui, comme son père Johann Rantzau, deviendra l'une des personnalités les plus influentes du Schleswig-Holstein de son époque. Il est ensuite nommé professeur de droit à l'université d'Erfurt.
En 1550, Saxonius devient chanoine de la cathédrale de Hambourg et en 1555 chancelier du duché de Holstein-Gottorf.
Son ouvrage Alkabitius astronomie judiciarie principia tractans cum Joannis Saxonii commentario ordine textus nuperrime distincto, publié à Lyon, est mis à l’Index librorum prohibitorum en 1559 et de nouveau par décret le 17 novembre 1624 jusqu'en 1900.